# Centralne Archiwum KC PZPR
Centralne Archiwum KC PZPR – jednostka istniejąca w latach 1971–1990 przy KC PZPR. Powstała w miejsce zlikwidowanego w wyniku wydarzeń marcowych Zakładu Historii Partii przy KC PZPR.

## Historia i działalność
Instytucja gromadziła archiwalia związane z dziejami polskiego ruchu robotniczego. Pracowali w niej historycy rozwiązanego w 1971 Zakładu Historii Partii. Jego szefem w latach 1971–1981 był Janusz Durko, w 1981–1990 Bronisław Syzdek. Zastępcą kierownika przez cały ten okres był Norbert Kołomejczyk.  
Instytucja wydawała pisma: „Archiwum Ruchu Robotniczego” i „Archiwa Polskiej Zjednoczonej Partii Robotniczej”.

## Kierownictwo[3]
- kierownik (na etacie zastępcy kierownika wydziału KC)
  - p.o. Janusz Durko 12 marca 1971–2 sierpnia 1971
  - Janusz Durko 12 sierpnia 1971–4 sierpnia 1981
  - Bronisław Syzdek 18 sierpnia 1981–26 września 1989
  - Stanisław Seklecki 26 września 1989–29 stycznia 1990
- zastępcy kierownika 
  - p.o. Norbert Kołomejczyk 12 marca 1971–12 sierpnia 1971
  - Norbert Kołomejczyk 12 sierpnia 1971–1 lipca 1988